# Tordenskjold (1897)
Tordenskjold – norweski pancernik obrony wybrzeża (nazwa w języku norweskim: Panserskipet Tordenskjold), w służbie od 1898 roku, podczas II wojny światowej zdobyty przez Niemców i przebudowany na pływającą baterię obrony przeciwlotniczej pod nazwą Nymphe.

## Historia budowy
„Tordenskjold” został zamówiony w brytyjskiej stoczni Armstrong Whitworth w Newcastle upon Tyne w ramach programu rozbudowy Kongelig Norske Marine. Podstawą projektu stała się konstrukcja szwedzkiego pancernika obrony wybrzeża „Oden”.
Stępkę pod budowę pancernika położono w stoczni w Newcastle w 1896 roku. Wodowanie okrętu odbyło się 18 marca 1897 roku, po czym stocznia przystąpiła do wyposażania jednostki i prób morskich. „Tordenskjold” przybył do Norwegii 16 maja 1898 roku. Swą nazwę otrzymał na cześć admirała Petera Tordenskjolda (1690-1720), dowódcy floty Królestwa Danii i Norwegii.

## Konstrukcja
„Tordenskjold”, podobnie jak bliźniaczy „Harald Haarfagre” był typowym przedstawicielem swojej klasy okrętów. Długi na 92,65 m kadłub posiadał taranowy dziób i był chroniony pancerzem burtowym o grubości 178 mm, chroniącym newralgiczne części jednostki. Dziób i rufa posiadały cieńszy pancerz przeciwodłamkowy. Wieże artylerii głównej miały pancerz o grubości do 220 mm, o skośnym nachyleniu dla ułatwienia rykoszetowania pocisków.
Okręt napędzany był dwoma trójcylindrowymi maszynami parowymi potrójnego rozprężania, do których parę dostarczały trzy kotły parowe, opalane węglem. Maszyny parowe napędzały dwa wały napędowe, poruszające dwie śruby. Łączna moc siłowni wynosiła 4500 KM i nadawała pancernikowi prędkość 17 węzłów. Do odprowadzenia spalin z kotłowni służył charakterystyczny, wysoki na 18 m komin na śródokręciu.
Uzbrojenie okrętu stanowiły dwie armaty kal. 209 mm, umieszczone po jednej w wieżach artyleryjskich na dziobie i rufie. Artyleria średniego kalibru składała się z sześciu pojedynczych dział kal. 120 mm, rozmieszczonych po trzy na każdej burcie w rejonie śródokręcia oraz czterech dział kal. 76,2 mm, również umieszczonych na śródokręciu. Ochronę przeciwlotniczą zapewniały dwa działa przeciwlotnicze kal. 76,2 mm i sześć działek kal. 37 mm. Pancernik posiadał dwie podwodne wyrzutnie torped kal. 457 mm, zdemontowane w czasie modernizacji w 1927 roku. Na pokładzie pancernika znajdował się uzbrojony kuter parowy, służący celom inspekcyjnym i komunikacyjnym.
Przejściowo, od roku 1924 do wczesnych lat 30. „Tordenskjold” był wyposażony w bazujące na pokładzie wodnosamoloty typu Sopwith Baby. Dwie takie maszyny mogły stacjonować na pokładzie rufowym.

## Służba operacyjna
Po wejściu do służby w 1898 roku „Tordenskjold” wraz z „Harald Haarfagre” utworzyły eskadrę szkolną. W jej składzie przez następne lata okręt odbywał zagraniczne rejsy szkoleniowe, zawijając m.in. do Gibraltaru i śródziemnomorskich portów w Marsylii i Algierze.
Lata I wojny światowej pancernik spędził na wodach macierzystych, chroniąc neutralność Norwegii. Okres dwudziestolecia międzywojennego to kolejny okres intensywnych szkoleń. W międzyczasie modernizowano artylerię okrętu, wzmacniając uzbrojenie przeciwlotnicze. 29 sierpnia 1933 roku na pancerniku zdarzył się wypadek: wybuch naboju w komorze zamkowej jednego z dział kal. 120 mm zabił cztery osoby z obsługi działa.
Okręt wycofano z linii pod koniec lat 30. XX wieku, demontując działa artylerii głównej i przeznaczając jednostkę do zadań pomocniczych. W takim stanie zastała pancernik niemiecka inwazja na Norwegię w 1940 roku. Po zajęciu kraju zdobyty pancernik rozbrojono i skierowano do Niemiec dla dokonania remontu i przystosowania do nowej funkcji.

## Nymphe

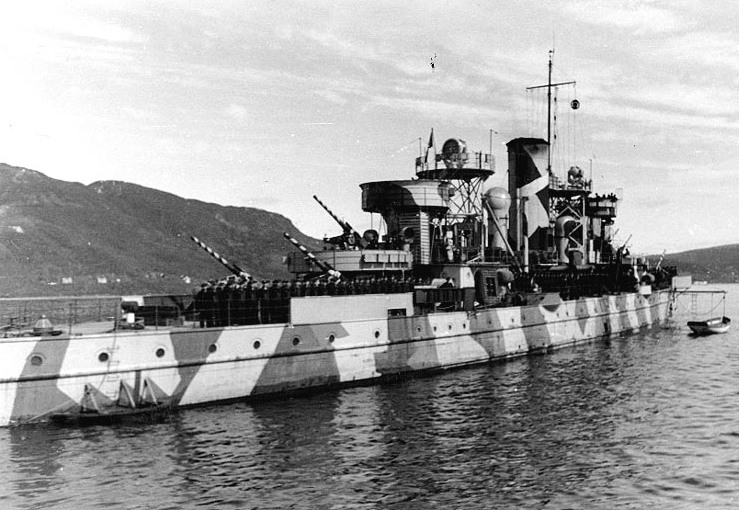
„Nymphe” w ujęciu od rufy

„Tordenskjold” został przeholowany do stoczni Deutsche Werke w Kilonii i został tam przebudowany na pływającą baterię przeciwlotniczą (niem.: Schwimmende Flakbatterie). Został oficjalnie przyjęty w skład Kriegsmarine 1 lutego 1941 roku pod nazwą „Nymphe”. Pod flagą III Rzeszy okręt posiadał następujące uzbrojenie: sześć dział przeciwlotniczych kal. 105 mm, dwie armaty automatyczne kal. 40 mm i sześć armat kal. 20 mm, uzupełnionych w 1944 roku o dwa poczwórne zestawy działek kal. 20 mm (tzw. Flakvierling). W odróżnieniu od kilku innych starych okrętów przebudowanych przez Niemców na baterie przeciwlotnicze, „Nymphe” zachował swoją siłownię i był zdolny poruszać się samodzielnie.
„Nymphe” stacjonował początkowo w Kilonii, w sierpniu 1941 roku został przebazowany do Tromsø. W następnych latach stanowił ochronę przeciwlotniczą pancernika „Tirpitz”, aż do jego zatopienia 12 listopada 1944 roku. Po kapitulacji III Rzeszy okręt, wciąż z niemiecką załogą, został wysłany do Narwiku, celem ponownego przejęcia go przez Norwegów. Podczas tego rejsu, 17 maja 1945 roku, wpadł na mieliznę i częściowo zatonął. Wpółzatopiony wrak został w 1948 roku sprzedany na złom i rozebrany.